# 二ノ瀬泰徳
二ノ瀬 泰徳（にのせ やすのり、本名は同じ、3月21日 - ）は、日本の漫画家。男性。エロティックなファンタジー漫画を得意とし、とくに触手責めにこだわりを見せる。

## 概要
5歳の頃から触手を巡る性的な妄想に明け暮れ、もはや「好きとかそういうレベルではない」「触手に関してだけは譲れない」と語る。中学生の頃から触手と拷問のエロイラストを描き溜め、それを女性に見られて引かれた事もあるという。高校時代はクラスメートの8割が女生徒という環境で男の目を気にしない女性の姿に幻滅し、現実の女性を嫌悪するようになった。現実そのものも嫌いであるためファンタジー漫画しか描けず、2002年に『チャンピオンRED』（秋田書店）が創刊された直後から持ち込みを始めて17作もの作品を持ち込み、2006年に『魔女の騎士』でデビューした。本名でデビューしたことを後悔している。

## 略歴
- 2006年 - 『魔女の騎士』（チャンピオンRED第10回コミックオーディション準入選受賞）によりデビュー。

## 作品リスト
- 魔女の騎士（2006年、『チャンピオンRED』2006年9月号 - 2007年11月号、秋田書店、全1巻）
- まじょろっか（2008年、『チャンピオンRED』4月号 読み切り作品）
- 銃の花嫁-トリガースレイブ-（2008年、『チャンピオンRED』6月号 読み切り作品）
- 絵画の剣帝-ヴァニタスエッジ-（2008年、『チャンピオンRED』10月号 読み切り作品）
- 花の鉄拳-フラワーマイトブロウ-（2009年、『チャンピオンRED』4月号 読み切り作品）
- 帝都闇花忌譚 病みうさぎ（2009年、『チャンピオンRED』11月号 読み切り作品）
- 人間失格 壊（2010年、『チャンピオンRED』4月号 - 7月号、全1巻）
- 人外探偵きりか（2010年、『チャンピオンRED いちご』VOL.23 読み切り作品）
- 帝都闇花忌譚 マヨイガの魔女（ヘクセン）（2011年、『チャンピオンRED』6月号 読み切り作品）
- 帝都闇花忌譚 天使の贈り物（トリート）（2011年、『チャンピオンRED いちご』VOL.28 読み切り作品）
- 芸術クラスに男は僕しかいない。（2012年、『チャンピオンRED』2013年1月号 - 2016年6月号）